# Список братів і сестер у романтичних або подружніх стосунках

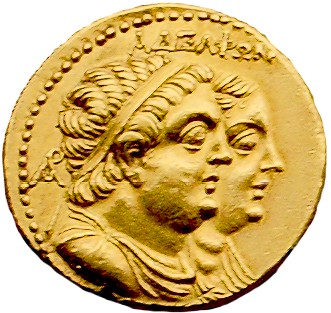
Монета із зображенням Птолемея II Філадельфа та його сестри-дружини Арсіної II

У цій статті наведено список осіб, які перебувають у романтичних або подружніх стосунках із братом або сестрою. До цього списку не включено братів і сестер з художньої літератури, хоча з міфології та релігії включено.

## Термінологія
Існує багато термінів, які використовуються для опису романтичних зв'язків між братами та сестрами, включно з офіційною номенклатурою, такою як адельфогамія (adelphogamy), специфічними гіпонімами, такими як твінцест (twincest), або сленговими термінами, як сібцест (sibcest). У гетеросексуальному контексті жінку-партнерку в таких стосунках можна називати сестрою-дружиною. Подібну інцестуальну домовленість, яка не є моногамною, можна назвати обміном сестрами або братами хоча це не слід плутати з берделем, який описує ситуацію, коли сім'ї обмінюються нареченими-дівчатами або нареченими-хлопцями.

## Історія
Шлюб між братами і сестрами історично практикувався серед королівських осіб у стародавньому Єгипті до Птолемеїв, у доколумбовій імперії інків у Перу, на доколоніальних Гаваях, спорадично по всій Євразії та в інших місцях.
У той час як двоюрідні шлюби в більшості країн сьогодні є легальними (рідше щодо двоюрідних братів і сестер), а авункулятивні шлюби є законними в деяких, статеві стосунки між братами та сестрами вважаються неприпустимими інцестуозними майже повсюдно. Шлюб між братами та сестрами законодавчо заборонений у більшості країн світу, частковим винятком є Швеція, де шлюби між зведеними братами та сестрами законодавчо дозволені.
Вроджена сексуальна відраза між братами і сестрами формується через тісний зв'язок у дитинстві, так званий ефект Вестермарка. У дітей, які ростуть разом, зазвичай не розвивається сексуальний потяг, навіть якщо вони не є родичами, і навпаки, у братів і сестер, які були розлучені в ранньому віці, може розвинутися сексуальний потяг. Таким чином, багато випадків інцесту між братами і сестрами, включаючи випадковий інцест, стосуються братів і сестер, які були розлучені при народженні або в дуже ранньому віці.

## Список подружніх братів і сестер

### Релігія, міфологія та легенди
- Нюйва та її рідний брат Фу-сі, у китайській міфології.[6]
- Маш'я і Маш'яна в зороастрійській міфології.[7]
- Король Артур і його зведена сестра Морґауза.[8]

#### У єгипетській міфології
- Нут та її рідний брат Ґеб.
- Шу та його рідна сестра Тефнут.
- Осіріс і його рідна сестра Ісіда.
- Сет і його рідна сестра Нефтида.[9][10]

#### В японській міфології
- Ідзанамі та її брат-близнюк Ідзанаґі.[6][10]
- Аматерасу та її рідний брат Цукуйомі.

#### У грецькій міфології
- Кронос і його рідна сестра Рея.[6][11]
- Феба та її рідний брат Кей.[11]
- Гіперіон і його рідна сестра Тея.[6]
- Океан і його рідна сестра Тетія.[6][11]
- Кето та її рідний брат Форкій.[12]
- Нікс та її рідний брат Ереб.[13]
- Зевс і його рідні сестри Гера і Деметра.[6][10]
- Деметра та її рідні брати Зевс[6][11] і Посейдон.
- Афродіта та її зведені брати Арес,[6][10] Гефест, Гермес і Діоніс.
- Макарей (син Еола) і його рідна сестра Канака.[10]
- Геракл і його зведена сестра Геба.[12]

### Монархи

#### У Стародавньому Єгипті
- Сменхкара і його неповнорідна сестра Мерітатон.[14][15]
- Уаджі і його рідна сестра Мернейт.
- Мернептах і його рідна сестра Ісетнофрет II.[16][15]
- Мікерин і його рідна сестра Хамерернебті II.
- Сеті II і його неповнорідна сестра Таусерт.
- Яхмос I і його рідна сестра Яхмос-Нефертарі і його неповнорідна сестра Яхмос-Хенуттамеху.
- Таа II Секененра і його рідні сестри Яххотеп I[10][14] і Сітджехуті, його неповнорідна сестра Яхмос Інхапі.[15][17]
- Аменхотеп I[18] і його рідна сестра Яхмос-Мерітамон.[16][15]
- Тутмос I і його неповнорідна сестра Яхмос.[9][14]
- Тутмос II і його неповнорідна сестра Хатшепсут.
- Аменхотеп IV Ехнатон і його сестра без імені.
- Тутанхамон і його неповнорідна сестра Анхесенамон.
- Джосер і його неповнорідна сестра Хетефернебті.
- Джедефра і його рідна сестра Хетепхерес ІІ,[16] яка раніше була одружена зі своїм неповнорідним братом Кавабом.[15]
- Пепі II і його неповнорідні сестри Іпут II[15] і Анхесенпепі III.
- Ініотеф III і його неповнорідна сестра Ях.[15]
- Ментухотеп II і його рідна сестра Неферу II.
- Сенусерт I і його неповнорідна сестра Неферу ІІІ.[15]
- Сенусерт II і його сестри Хенеметнеферхеджет І, Нофрет II,[17] Ітаверет і Хенмет.[15]
- Нубхаес та її неповнорідний брат Собекемсаф.
- Рамзес III і його неповнорідна сестра Титі.
- Рамзес IV і його неповнорідна сестра Тентіпет.[15][17]
- Псусеннес I і його рідна сестра Мутнеджмет.[14][15]
- Пінеджем II і його рідна сестра Ісетемхеб Д.[15]
- Такелот II і його неповнорідна сестра Каромама II.[15][17]
- Алара і його неповнорідна сестра Касака.
- Кашта і його рідна сестра Пебаджма.
- Танутамон і його рідні сестри Піанхарти[15] і Сетемхеб H.
- Апрій і його рідна сестра Анхнеснеферібре.[15]
- Піанхі та його неповнорідні сестри Пексатер і Хенса.[15][17]
- Шабатака та його неповнорідна сестра Арті.

#### У класичній античності
- Амоаштарт і її брат Табніт.
- Артемісія II Карійська і її рідний брат Мавсол.[19][10]
- Ада Карійська і її рідний брат Ідріей.[19][10]
- Арсіноя II і її рідний брат Птолемей II Філадельф[17][15] і її неповнокровний брат Птолемей Керавн.[20][21][22]
- Ерато Вірменська і її неповнокровний брат Тигран IV.
- Борандохт і її рідний брат Кавад II.[23]
- Дарій II і його неповнокровна сестра Парісатида I.[24]
- Артаксеркс II і його рідна сестра Аместриса.
- Камбіс II і дві його сестри Атосса[15] і Роксана.
- Мітрідат IV Філопатор Філадельф і його рідна сестра Лаодіка.[25]
- Мітрідат Євпатор і його рідна сестра Лаодіка.[26]
- Антіох III Коммагенський і його рідна сестра Йотапа Коммагена.
- Антіох IV Коммагенський і його рідна сестра Юлія Йотапа.[27]
- Птолемей IV Філопатор і його рідна сестра Арсіноя III.[28][29][21]
- Клеопатра ІІ та її рідні брати Птолемей VI Філометор і Птолемей VIII Фіскон.[30][29][21]
- Птолемей IX і дві його рідні сестри Клеопатра IV[31] і Клеопатра Селена,[32][21] які згодом одружилися з іншим рідним братом Птолемеєм X Александром.[33]
- Птолемей XI Александр і його можливою неповнокровною сестрою Беренікою III.
- Птолемей XII і його рідна сестра Клеопатра V.[17]
- Клеопатра VII та її рідні брати Птолемей XIII[10] і Птолемей XIV.[34][21]
- Лаодіка IV та її рідні брати Антіох Молодший,[35] Селевк IV і Антіох IV Епіфан.
- Александр II Епірський і його неповнокровна сестра Олімпія II Епірська.[36]

#### В інків Перу
- Манко Капак і його рідна сестра Мама Окло.[37]
- Сінчі Рока та його неповнокровна сестра Мама Кока.[37]
- Топа Інка Юпанкі та його рідна сестра Мама Окло Койя.[37]
- Сайрі Тупак і його рідна сестра Кусі Уаркай.
- Кура Окльо та її рідний брат Манко Інка Юпанкі.
- Вайна Капак і його рідні сестри Кусі Рімай і Рахуа Окло[38][37]
- Васкар і його рідна сестра Чукі Хуіпа.[38]
- Атавальпа та його неповнокровна сестра Асарпай.

#### В Японії
- Імператор Нінтоку та його дві неповнокровні сестри принцеса Ята та Удзі но Вакіірацуме.
- Принц Кінаші но Кару та його рідна сестра принцеса Кару но Ойрацуме (V століття).[39]
- Імператор Бідацу та його неповнокровна сестра імператриця Суйко (VI століття).[10]
- Імператор Йомей та його неповнокровна сестра Анахобе но Хашіхіто (VI століття)
- Імператор Камму та його неповнокровна сестра принцеса Сакахіто (VIII століття).[40]
- Імператор Хейдзей і три неповнокровні сестри
- Імператор Дзюнна та його неповнокровна сестра принцеса Коші (ІХ століття)
- Імператор Саґа та його неповнокровна сестра принцеса Такацу.
- Імператор Сейва та його неповнокровна сестра Мінамото но Сейсі.
- Імператор Кокаку та його прийомна сестра/двоюрідна сестра принцеса Йошіко.

#### В решті Східної Азії
- Чонджон (3-й правитель Корьо) (сьогодні Корея) та його неповнокровна сестра (Х століття).[41]
- Кванджон (ван Корьо) та його неповнокровна сестра[41] Демок (Х століття).
- Токчон (ван Корьо) та його неповнокровні сестри Кьонсон і Хьоса (ХІ століття).
- Мунджон (ван Корьо) та його неповнокровна сестра Інпхьон (XI ст.).
- Н'яунйан з Бірми (сьогодні М'янма) і його неповнокровна сестра Кхін Хпоне М'їнт (XVI століття).
- Чавсва з Пагана (Бірма) і його неповнокровна сестра Мі Со У.
- Узана I з Піньї (Бірма) та його неповнокровна сестра Атула Маха Дхамма Деві з Піньї.
- Бінья Е Ло з Мартабану (Бірма) та його неповнокровна сестра Санда Мін Хла.
- Анаукпетлун з Бірми та його три неповнокровні сестри.
- Чулалонгкорн з Сіаму (сьогодні Таїланд) і його неповнокровні сестри Сунанда Кумаріратана, Саванг Вадхана, Саовабха Фонгсрі, Сухумала Марасрі,[10] Даксінаджар і Таксінча (ХІХ століття).
- Міндон Мін з Бірми та його неповнокровна сестра Сеткя Деві.
- Тібо Мін з Бірми та його неповнокровні сестри Супаягі, Супаялат і Супаялай.
- Принц Міо Ту, принц Мекхайя (Бірма) і його неповнокровна сестра Пін.
- Сісаванг Вонг з Лаосу та його неповнокровні сестри Кхампхане та Кхамтуан (XX ст.).
- Нородом Сутарот і його неповнокровна сестра Нородом Пангангам, батьки Нородома Сурамаріта.

#### На Гавайських островах
- Каумуаліі та його неповнокровна сестра Каапувай Капуаамоху.[42]
- Келіімаікаі та його неповнокровна сестра Кіілаво.[42]
- Кеуа та його неповнокровна сестра Маноно I.
- Калола Пупука та її рідний брат Камехамехануі Айлуау.[43]
- Ланакаваї та його неповнокровна сестра Калохіалііокаваі.[44]
- Лаау та його рідна сестра Кукамолімаулялоха.[44]
- Пілікааеа та його рідна сестра Хіна-о-кекеле.[45][44]
- Хіна'ауамаї та її рідний брат Коа.[44][46]
- Кукохоу та його неповнокровна сестра Хінеукі.[44]
- Кахаймоелеа та його неповнокровна сестра Капоакаулухайлаа.[44]
- Калаунуіохуа та його неповнокровна сестра Кахека[44][46]
- Каукапу та його рідна сестра Хукулані.[47]
- Кеавекубу та його неповнокровна сестра Хакау.
- Кауахіакуа та його рідна сестра Канейкаполейкауїла.
- Каланінуіамамао та його неповнокровна сестра Кекауліке-і-Кавекіуоналані.[48]
- Кеаве'ікекахіаліііокамоку та його неповнокровна сестра Каланікаулелеіаіві.[49][50][47]
- Кекуіапойва I та її неповнокровний брат Кекауліке.[46]
- Умі-а-Лілоа та його неповнокровна сестра Алі'і Капукіні-а-Лілоа.[51][47][46]
- Кукайлані та його неповнокровна сестра Каохукіокалані.[47]
- Кеакеаланікане та його неповнокровні сестри Алі Кеалійокалані та Кеалійокалані.[50][47][46]
- Кеакеаланівахіне та її неповнокровний брат вождь Кане-і-Кауаівілані.[46]
- Хаае-а-Махі та його неповнокровна сестра Кекелакекеокалані.[50][47]
- Ківепопі та його рідна сестра Каноена.[52]
- Ківалао та його неповнокровна сестра Кекуяпоіва Ліліха.[50][46][42]
- Камехамеха II і його неповнокровні сестри Камамалу,[53][42] Кіна'у,[54] і Кекаулуохі.[10]
- Камеамеа III і його рідна сестра Нахієна.[55]

#### У середньовічній та ранньомодерній Європі
- Жан V Арманьяк і його рідна сестра Ізабель Арманьяк (XV століття).[56][57]
- Брати Філіп, Томас і Вільям Говард одружилися зі своїми зведеними сестрами, Анною, Мері та Елізабет Дакр.
- Жульєн і Маргеріт де Равале, повнорідні брати і сестри (XVI століття)[58]

### Підозрювані / оскаржувані
- Деметрій I Сотер і його рідна сестра Лаодіка V.
- Калігула та його повнорідні сестри Юлія Лівілла, Друзілла та Агріпіна Молодша.[10]
- Ірод Агріппа II і його рідна сестра Верніка (дочка Ірода Агріппи).[10]
- Лорд Байрон і його зведена сестра Августа Лі.
- Лукреція Борджіа та її рідний брат Чезаре Борджіа.[10]

### Інші
- Патрік Стюбінг і його рідна сестра Сьюзен Каролевскі.[59]
- Георгій із Ізли та його сестра Марія.[10]